# リゾッチャ

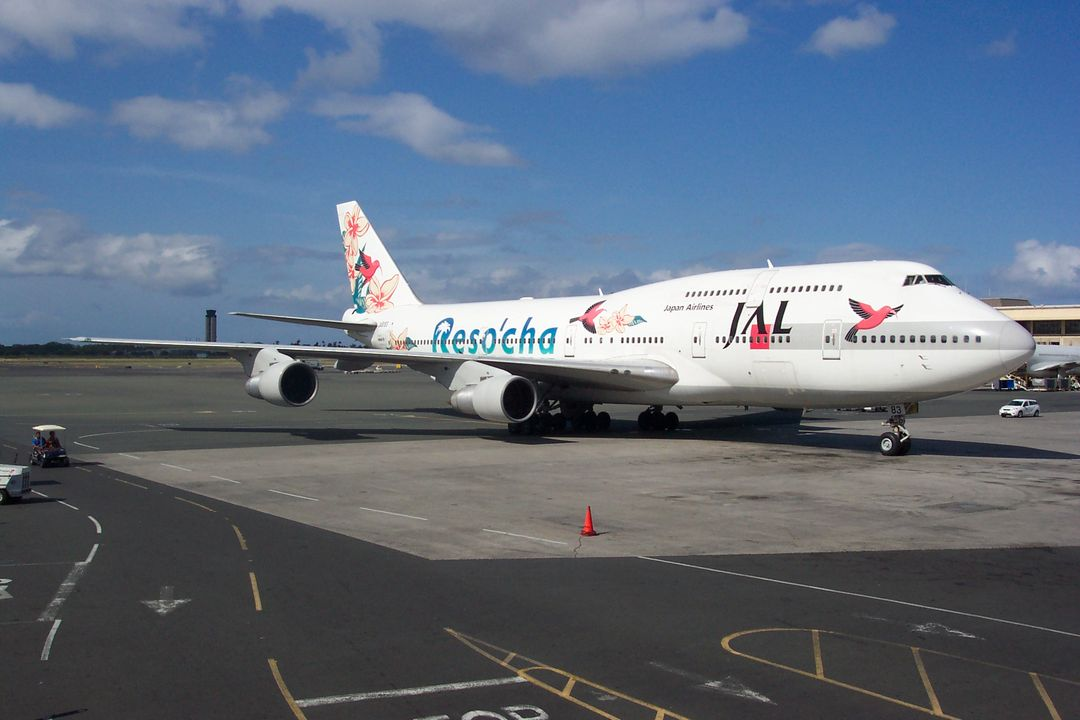
日本航空のReso'cha塗装のボーイング747-300SR型機

リゾッチャ（Reso`cha）は、日本の航空会社・日本航空が1994年から2008年まで行っていたリゾート路線キャンペーンの名称。

## 概要

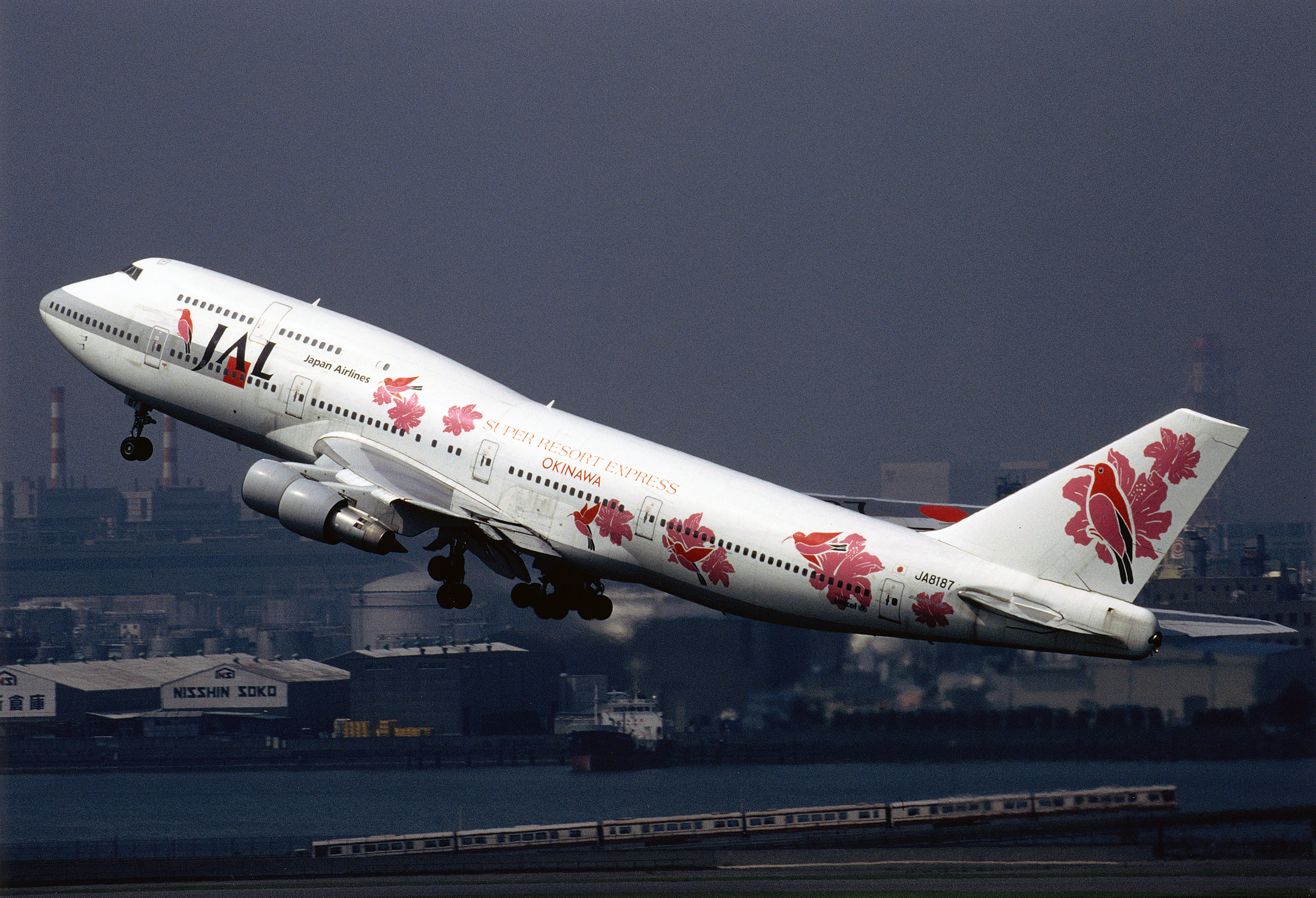
「SUPER RESORT EXPRESS OKINAWA」塗装のボーイング747-300SR型機

1994年6月3日に日本航空のリゾート路線キャンペーンとして発表され、翌6月4日にホノルル線に、｢乗った時からリゾート気分｣をコンセプトにした｢スーパーリゾート・エクスプレス｣と呼ばれる特別な機体塗装（「リゾッチャ号」とも呼ばれた）、機内装飾が施されたボーイング747が就航した。なお、客室乗務員も、アロハシャツ調のブラウス（通称「リゾッチャブラウス」）を着用して機内サービスに当たった。キャンペーンキャラクター「リゾッチャ王国国王・太平洋ちゃん」などのデザインは、テレビ番組「タモリ倶楽部」などで有名なイラストレーターの安斎肇が行った。
同年10月よりグアムとサイパンへも就航が決定、併せてオーストラリアへの就航も開始された。翌1995年4月には、「SUPER RESORT EXPRESS OKINAWA」と呼ばれる（「沖縄リゾッチャ」とも呼ばれた）特別塗装が施されたボーイング747-300型機が沖縄便に就航。1996年10月には特別塗装機の就航こそなかったもののバリ島（デンパサール）向けの｢リゾッチャクーポンブック｣キャンペーンが開始された。また同時期に、当時父親が日本航空に勤務していた女優の木村佳乃が初代「ミス・リゾッチャ」に任命されるなど、まさに日本航空が全力をかけたキャンペーンとなった。

### 第2期へ

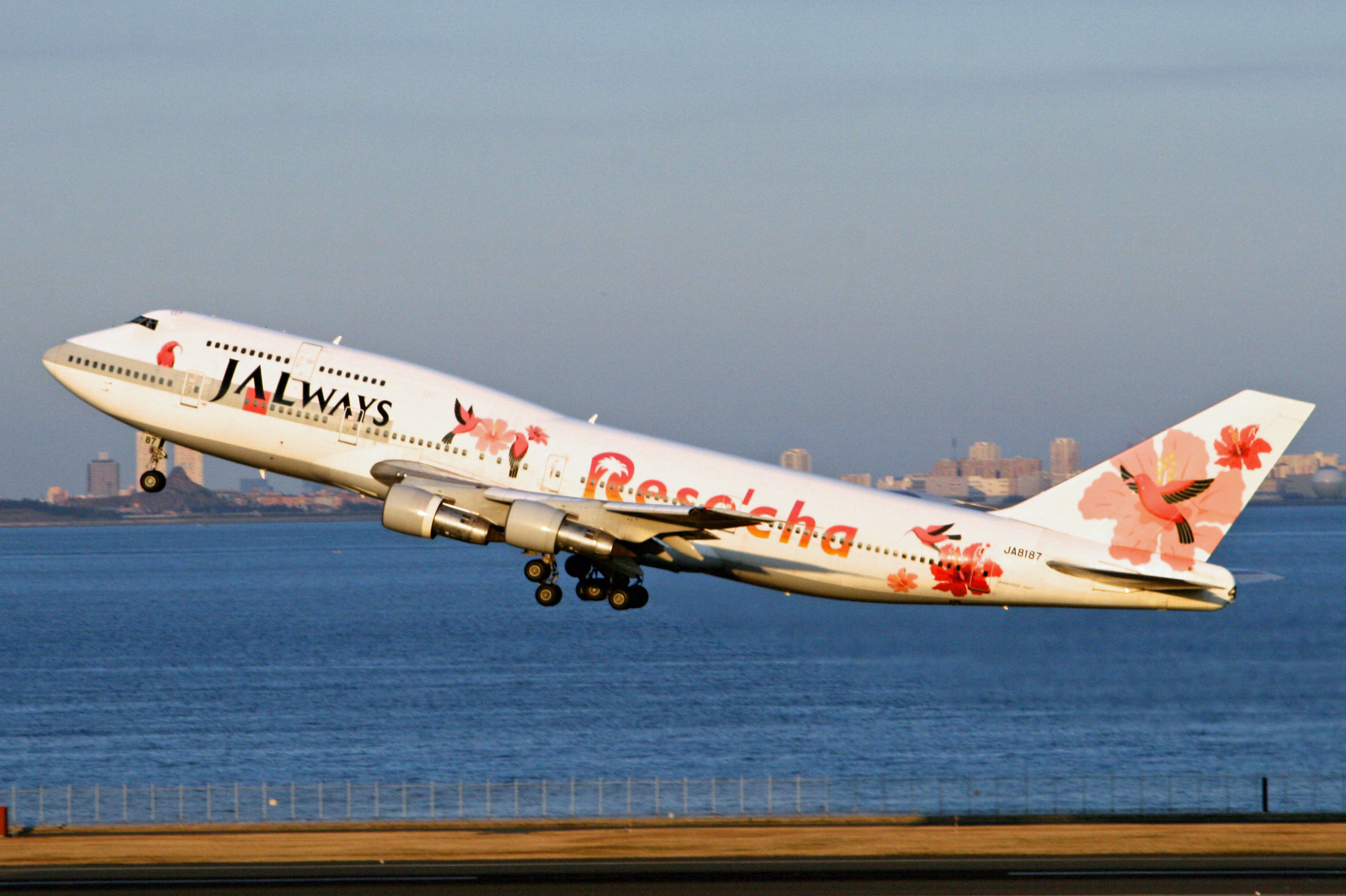
JALWAYSのReso'cha塗装の747-300SR、2007年1月14日羽田空港にて撮影

その後、グアムとホノルル線を系列会社のJALウェイズが担当することになるなど、社内外の状況が変わったこともあり、2000年2月9日をもって第一期の活動が終わり、サービス路線（末期には就航路線はホノルル、コナ、グアムのみ）やキャンペーンキャラクター、キャッチフレーズや機体塗装などが追加・変更されることになった。なお、新しいキャラクターはドイツのデザイナー、マイケル・バルタロスが担当している。

### 終了
その後はコスト削減の観点から「リゾッチャブラウス」の着用自体が廃止された上、2002年の日本エアシステムの吸収合併以降の塗装変更やボーイング747-200型機やマクドネル・ダグラスDC-10型機の引退、ボーイング747-300型機の売却に伴い特別塗装機が姿を消すこととなった。
また、収益性の低い地方発のホノルル線やグアム線の廃止、成田国際空港や関西国際空港などの国際空港を含む全ての日本発のサイパン路線の廃止など、収益性の低いリゾート路線の相次ぐ廃止を受けてキャンペーン向けの機内サービスは継続されていたものの、サービスの導入から10年以上経過し「顧客の志向と乖離してきた（日本航空のコメント）」ことから、2008年5月をもってサービスを終了した。

## キャンペーン内容
特別機体塗装、内装を施した機体の導入の他に、割引クーポンなどが入った｢リゾッチャクーポンブック｣（その後｢SUPER VALUE BOOK｣に変更）の配布や、特別な機内食、ランチBOXやハンガー、ビーチボールなどのプレゼントキャンペーン、「リゾッチャビンゴ」と呼ばれる機内ビンゴサービスなどが行われていた。なお、客室乗務員のユニフォームは、1996年10月に制服が変更されたことから「リゾッチャブラウス」も新バージョンに変更された。
特別塗装はボーイング747-200/300型機とマクドネル・ダグラス DC-10型機に施されていたが、ボーイング747-300以外の機材は機体年齢が20年程度の旧型機材であったことから、一部からは「老朽機材の化粧直し」、さらには「ボロッチャ」などと揶揄されていた。

## アロハ・エクスプレス

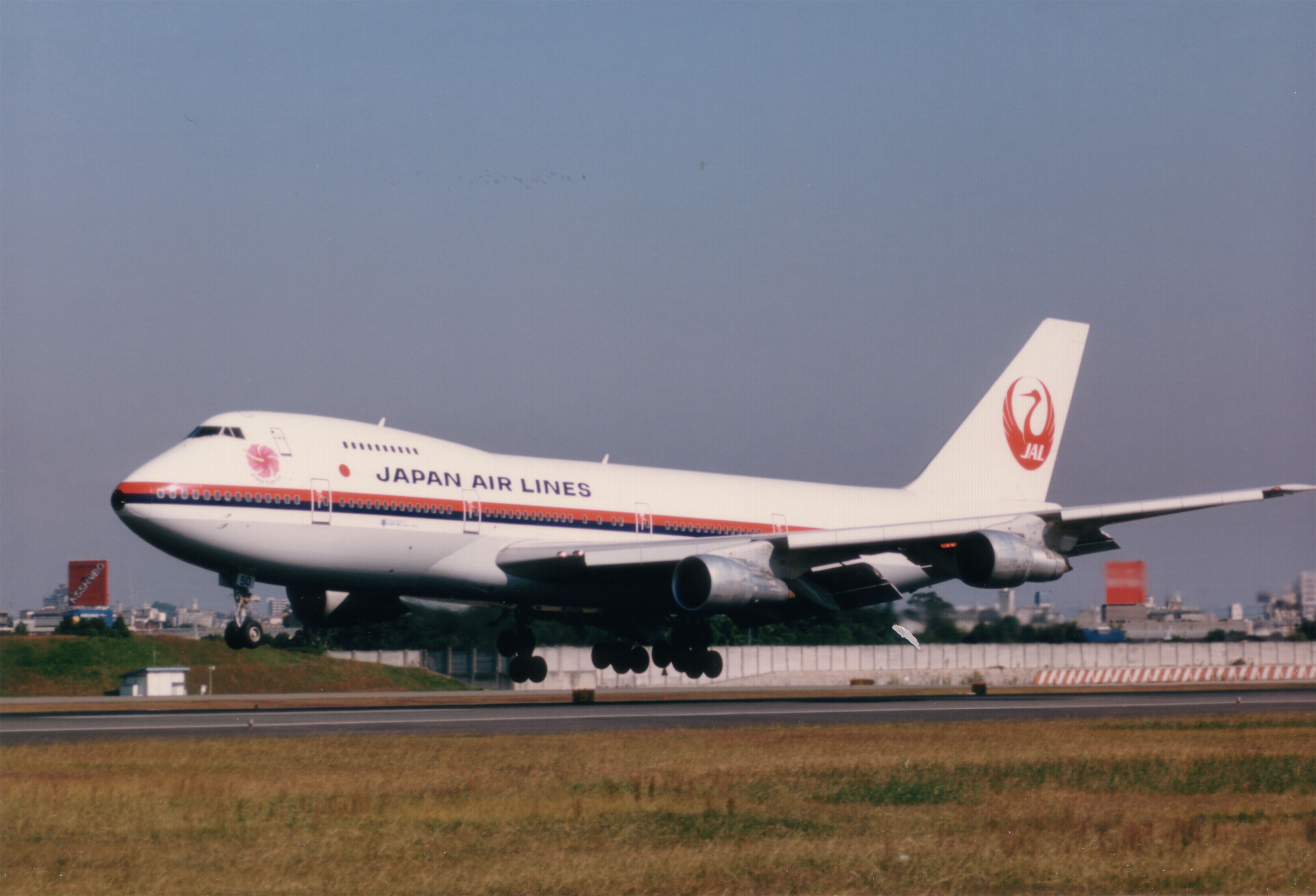
1980年末頃の大阪国際空港にて撮影

本キャンペーンより前にも、日本航空は当時のドル箱路線の一つであった東京-ホノルル線で、同路線向けの専用機を運航していたことがある。
1981年に導入されたボーイング747-200Bのうちの2機（JA8149/JA8150）は、オールエコノミークラスの仕様で導入され、東京-ホノルル線の専用機「アロハ・エクスプレス」として運用された。
この2機は、機首部分にハイビスカスの花と「Aloha Express」のロゴをマーキングし、外観上も他のボーイング747型機と区別されていた。1983年にはビジネスクラス30席が設けられ、オールエコノミークラスではなくなっている。この2機は1990年代に新塗装となった後もホノルル線専用機として運航され続け、後に「リゾッチャ」特別塗装機となっている。